# ادواردو اوردونیز
ادواردو اوردونیز (انگلیسی: Eduardo Ordóñez; ۱۳ اکتبر ۱۹۰۸ – ۱۶ مارس ۱۹۶۹) بازیکن فوتبال اهل پورتوریکو بود که آخرین بار در پست هافبک برای اتلتیکو مادرید بازی کرده است،